# Кюрдамир (Загатальский район)
Кюрдамир (азерб. Kürdəmir) — село в Загатальском районе Азербайджана. Входит в Бахматлинский муниципалитет.

## География
Кюрдамир расположен к юго-западу от районного центра Загатала.

## Население
В своде статистических данных о населении Закавказского края 1886 года упоминается село Кюрдамуръ Верхианского сельского общества Закатальского округа. В селе имевшем 29 дымов, проживало 107 жителей, по национальности азербайджанцев указанных как «татары». Вероисповедание — мусульмане-сунниты.
По сведениям Азербайджанской сельскохозяйственной переписи 1921 года село Кюрдамир входило в Верхианское сельское общество Азербайджанской ССР и имело 15 хозяйств, в которых проживало 87 человек. Преобладающая национальность состояла из азербайджанцев, записанных в источнике как мугалы.